# Team Katusha-Alpecin
Team Katusha-Alpecin (Kod UCI: TKA) – zawodowy zespół kolarski z siedzibą w Szwajcarii (w latach 2009–2016 w Rosji). Drużyna została założona 23 października 2008 roku z inicjatywy Olega Tińkowa i finansowana była przez Russian Global Cycling Project, wspierany przez przedsiębiorstwa Gazprom, Itera i Rostechnologii. Po raz pierwszy pod nazwą Team Katusha zespół wystartował w 2009 w wyścigu Tour Down Under. W 2017 ekipa przeniosła siedzibę z Rosji do Szwajcarii, pozyskując przy tym nowego sponsora, firmę Alpecin.
Do końca sezonu 2019 grupa posiadała licencję UCI WorldTeams, którą w październiku 2019 przejęła grupa Israel Start-Up Nation (wówczas pod nazwą Israel Cycling Academy), do której przeszła część dotychczasowych kolarzy Team Katusha-Alpecin, a szwajcarski zespół został rozwiązany i w sezonie 2020 nie przystąpił do żadnej z dywizji UCI.

## Nazwa grupy w poszczególnych latach
| lata      | nazwa                |
| --------- | -------------------- |
| 2009–2016 | Team Katusha         |
| 2017–2019 | Team Katusha-Alpecin |

## Ostatni skład
Stan na styczeń 2019
| Skład drużyny 2019                       | Skład drużyny 2019   | Skład drużyny 2019 | Skład drużyny 2019                |
| Imię i nazwisko                          | Data urodzenia       | Państwo            | Poprzednia grupa                  |
| ---------------------------------------- | -------------------- | ------------------ | --------------------------------- |
| Enrico Battaglin                         | 17 listopada 1989    | Włochy             | LottoNL-Jumbo (2018)              |
| Jenthe Biermans                          | 30 października 1995 | Belgia             | SEG Racing Academy (2016)         |
| Ian Boswell                              | 7 lutego 1991        | Stany Zjednoczone  | Team Sky (2017)                   |
| Steff Cras                               | 13 lutego 1996       | Belgia             | BMC Development (2017)            |
| Jens Debusschere                         | 28 sierpnia 1989     | Belgia             | Lotto-Soudal (2018)               |
| Alex Dowsett                             | 3 października 1988  | Wielka Brytania    | Movistar Team (2017)              |
| Matteo Fabbro                            | 10 kwietnia 1995     | Włochy             | Friuli (2017)                     |
| José Gonçalves                           | 13 lutego 1989       | Portugalia         | Caja Rural-Seguros RGA (2016)     |
| Ruben Guerreiro                          | 6 lipca 1994         | Portugalia         | Trek-Segafredo (2018)             |
| Nathan Haas                              | 12 marca 1989        | Australia          | Dimension Data (2017)             |
| Marco Haller                             | 1 kwietnia 1991      | Austria            | Adria Mobil (2011)                |
| Reto Hollenstein                         | 22 sierpnia 1985     | Szwajcaria         | IAM Cycling (2016)                |
| Marcel Kittel                            | 11 maja 1988         | Niemcy             | Quick-Step Floors (2017)          |
| Pawieł Koczetkow                         | 7 marca 1986         | Rosja              | RusVelo (2013)                    |
| Wiaczesław Kuzniecow                     | 24 czerwca 1989      | Rosja              | Itera-Katusha (2012)              |
| Daniel Navarro                           | 18 lipca 1983        | Hiszpania          | Cofidis, Solutions Crédits (2018) |
| Nils Politt                              | 6 marca 1994         | Niemcy             | Stölting (2015)                   |
| Willie Smit                              | 29 grudnia 1992      | Południowa Afryka  | UC Nantes Atlantique (2016)       |
| Simon Špilak                             | 23 czerwca 1986      | Słowenia           | Lampre-ISD (2011)                 |
| Dmitrij Strachow                         | 17 maja 1995         | Rosja              | Lokosphinx (2018)                 |
| Harry Tanfield                           | 17 listopada 1994    | Wielka Brytania    | Canyon Eisberg (2018)             |
| Mads Würtz Schmidt                       | 31 marca 1994        | Dania              | Virtu Pro-Veloconcept (2016)      |
| Rick Zabel                               | 7 grudnia 1993       | Niemcy             | BMC Racing Team (2016)            |
| Ilnur Zakarin                            | 15 września 1989     | Rosja              | RusVelo (2014)                    |
| Juri Hollmann (1 sie–31 gru, stażysta)   | 30 sierpnia 1999     | Niemcy             | Heizomat rad-net.de (2019)        |
|                                          |                      |                    |                                   |
| Źródła: ProCyclingStats Cycling Quotient |                      |                    |                                   |

## Ważniejsze sukcesy

### 2009
- Mistrz Rosji w wyścigu ze startu wspólnego: Siergiej Iwanow
- Mistrz Włoch w wyścigu ze startu wspólnego: Filippo Pozzato
- 1. miejsce, 8. etap Paryż-Nicea: Antonio Colom
- 1. miejsce, Amstel Gold Race: Siergiej Iwanow
- 1. miejsce, 5. etap Dookoła Katalonii: Nikołaj Trusow
- 1. miejsce, 14. etap Tour de France: Siergiej Iwanow
- 2. miejsce, Paryż-Roubaix: Filippo Pozzato
- 2. miejsce, klasyfikacja generalna Tour de Romandie: Władimir Karpiec

### 2010
- Mistrz Mołdawii w wyścigu ze startu wspólnego: Aleksandr Pljuszkin
- Mistrz Rosji w wyścigu ze startu wspólnego: Aleksandr Kołobniew
- Mistrz Rosji w jeździe indywidualnej na czas: Władimir Gusiew
- 1. miejsce, 6. etap Tirreno-Adriático: Michaił Ignatjew
- 1. miejsce, klasyfikacja generalna Dookoła Katalonii: Joaquim Rodríguez
- 1. miejsce, klasyfikacja drużynowa Dookoła Katalonii
- 1. miejsce, 5. etap Vuelta al País Vasco: Joaquim Rodríguez
- 1. miejsce, 11. etap Giro d'Italia: Jewgienij Pietrow
- 1. miejsce, 12. etap Giro d'Italia: Filippo Pozzato
- 1. miejsce, 12. etap Tour de France: Joaquim Rodríguez
- 1. miejsce, 1. etap Eneco Tour: Robbie McEwen
- 1. miejsce, 14. etap Vuelta a España: Joaquim Rodríguez
- 1. miejsce, klasyfikacja drużynowa Vuelta a España
- 1. miejsce, UCI ProTour: Joaquim Rodríguez
- 2. miejsce, La Flèche Wallonne: Joaquim Rodríguez
- 2. miejsce, Liège-Bastogne-Liège: Aleksandr Kołobniew
- 3. miejsce, klasyfikacja generalna Vuelta al País Vasco: Joaquim Rodríguez
- 4. miejsce, klasyfikacja generalna Vuelta a España: Joaquim Rodríguez
- 8. miejsce, klasyfikacja generalna Tour de France: Joaquim Rodríguez

### 2011
- Mistrz Białorusi w wyścigu ze startu wspólnego: Alaksandr Kuczynski
- Mistrz Mołdawii w wyścigu ze startu wspólnego: Aleksandr Pljuszkin
- Mistrz Rosji w wyścigu ze startu wspólnego: Pawieł Brutt
- Mistrz Rosji w jeździe indywidualnej na czas: Michaił Ignatjew
- 1. miejsce, 1. etap Vuelta al País Vasco: Joaquim Rodríguez
- 1. miejsce, 1. etap Tour de Romandie: Pawieł Brutt
- 1. miejsce, 6. i 7. etap Critérium du Dauphiné: Joaquim Rodríguez
- 1. miejsce, klasyfikacja punktowa Critérium du Dauphiné: Joaquim Rodríguez
- 1. miejsce, klasyfikacja górska Critérium du Dauphiné: Joaquim Rodríguez
- 1. miejsce, 4. etap Vuelta a España: Daniel Moreno
- 1. miejsce, 5. i 8. etap Vuelta a España: Joaquim Rodríguez
- 1. miejsce, 5. etap Dookoła Pekinu: Dienis Galimzianow
- 1. miejsce, klasyfikacja punktowa Dookoła Pekinu: Dienis Galimzianow
- 2. miejsce, Amstel Gold Race: Joaquim Rodríguez
- 2. miejsce, La Flèche Wallonne: Joaquim Rodríguez
- 3. miejsce, Giro di Lombardia: Joaquim Rodríguez
- 5. miejsce, klasyfikacja generalna Giro d'Italia: Joaquim Rodríguez
- 9. miejsce, klasyfikacja generalna Vuelta a España: Daniel Moreno